# NGC 2237
NGC 2237 (také známá jako Rozeta nebo Caldwell 49) je velká emisní mlhovina v souhvězdí Jednorožce vzdálená přibližně 5 200 světelných let. Mlhovina má tvar koule (na pohled je kulatá) a je tvořena HII oblastí, která se nachází na okraji obřího molekulárního mračna v Mléčné dráze směrem k souhvězdí Jednorožce. Otevřená hvězdokupa NGC 2244 (Caldwell 50) je s mlhovinou úzce spojena, protože její hvězdy vznikly z hmoty mlhoviny. 
Jednotlivé části mlhoviny mají následující označení v katalogu NGC:
- NGC 2237 - západní polovina mlhoviny, také označení celé mlhoviny
- NGC 2238 - HII oblast v západní polovině mlhoviny
- NGC 2239 - otevřená hvězdokupa uprostřed mlhoviny znovuobjevená Johnem Herschelem a zapsaná do katalogu v roce 1830
- NGC 2244 (NGC 2239) - otevřená hvězdokupa uprostřed mlhoviny objevená Johnem Flamsteedem v roce 1690
- NGC 2246 - světlý chomáč ve východní polovině mlhoviny

Záření z mladých hvězd budí atomy v mlhovině, které následně vydávají typické záření, jak můžeme vidět na snímcích mlhoviny. Hmotnost mlhoviny se odhaduje na přibližně 10 000 hmotností Slunce.
Průzkum mlhoviny pomocí rentgenové observatoře Chandra odhalil přítomnost mnoha nově vzniklých hvězd v opticky viditelné části mlhoviny a také v přilehlém molekulárním mračnu. Celkem se v tomto hvězdotvorném souboru nachází přibližně 2 500 mladých hvězd, včetně hmotných hvězd spektrální třídy O, které mají označení HD 46223 a HD 46150 a jsou hlavní příčinou nafukování ionizované bubliny.
Většina probíhající hvězdotvorné činnosti se nachází v hustém molekulárním mračnu v jihovýchodní části bubliny.
Mezi hvězdami v bublině bylo pozorováno i rozptýlené rentgenové záření, které se připisuje velmi horkému plazmatu s teplotami v rozsahu od 1 do 10 milionů Kelvinů.
To je mnohem větší teplota, než jakou má plazma v HII oblasti (10 000 K), a je asi způsobena větry ohřátými rázovou vlnou z masivních hvězd třídy O. 

## Pozorování

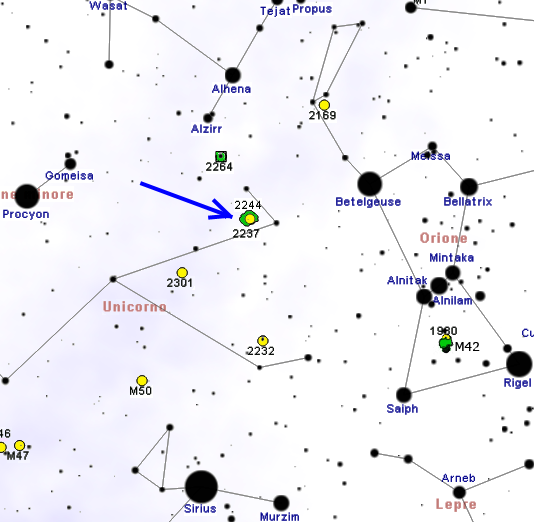
Poloha NGC 2237 v souhvězdí Jednorožce

Hvězdokupa uprostřed mlhoviny je viditelná i v triedru a docela dobře viditelná v malém dalekohledu, zatímco vizuální pozorování samotné mlhoviny je mnohem obtížnější a vyžaduje dalekohled s malým zvětšením. Důležitou podmínkou k jejímu spatření je tmavá obloha bez světelného znečištění. Pozorování mlhoviny velmi usnadní UHC nebo OIII filtr. Mlhovinu lze dokonce spatřit pouze přes UHC filtr držený před okem.
Zachycení mlhoviny fotograficky je mnohem jednodušší a je to jediný způsob, jak zaznamenat její červený odstín, který není vizuálně pozorovatelný.

## Galerie obrázků

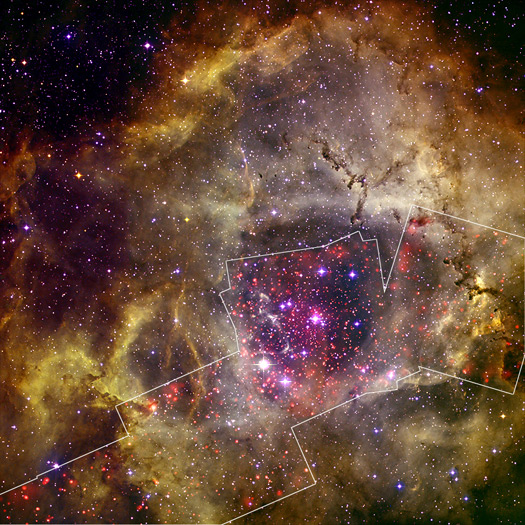
Pohled na mlhovinu Rozeta ve viditelném a rentgenovém (červeně) spektru
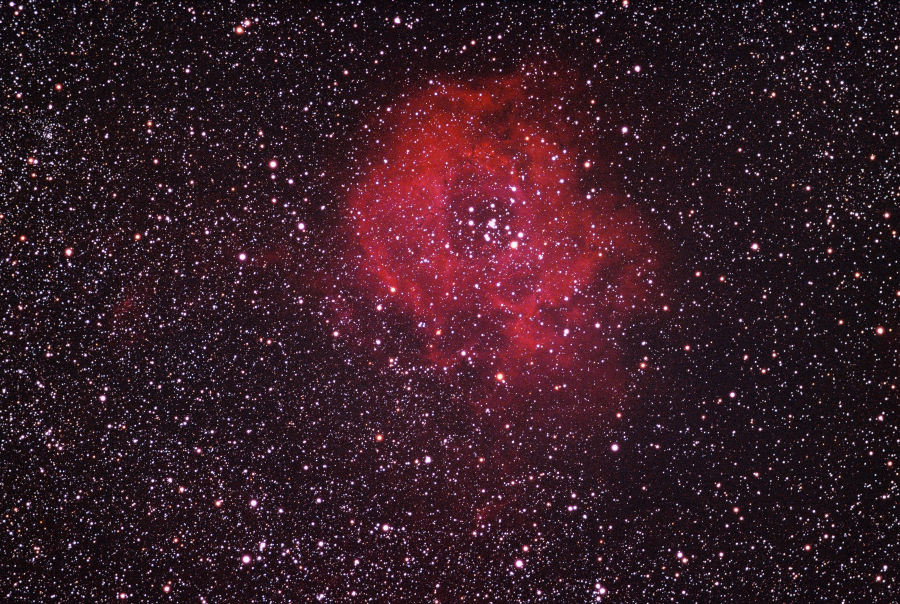
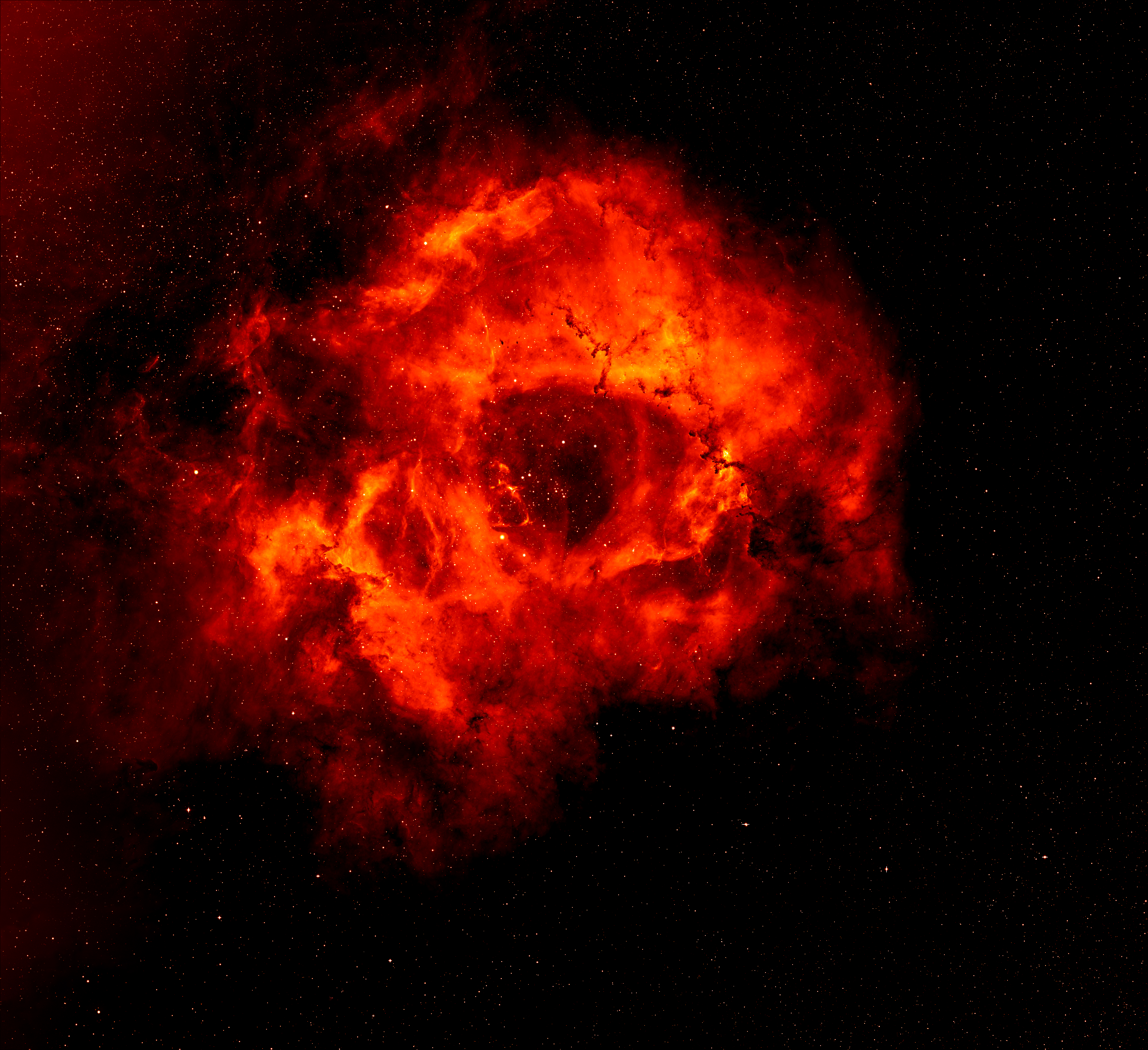
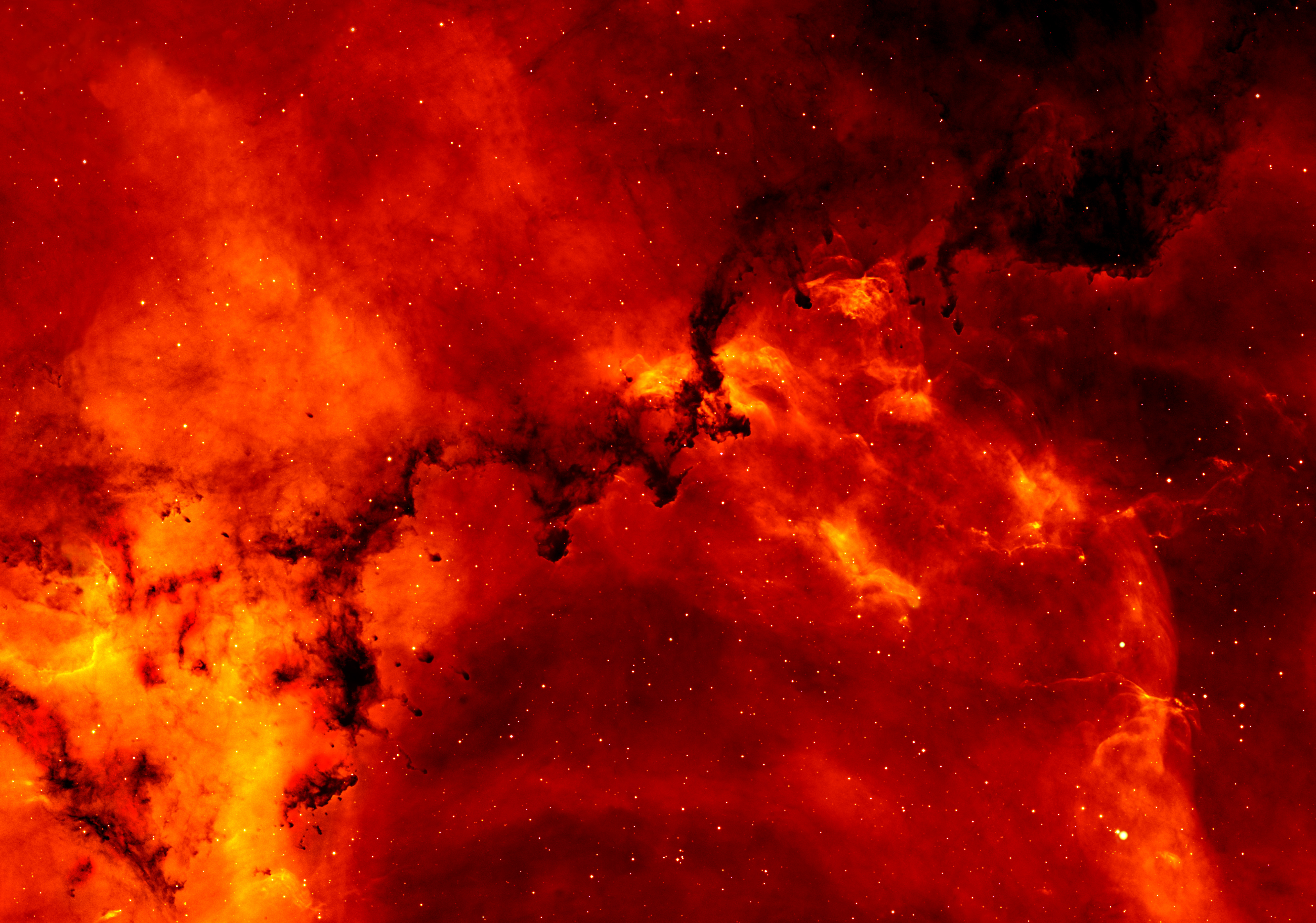
Podrobný snímek mlhoviny Rozeta
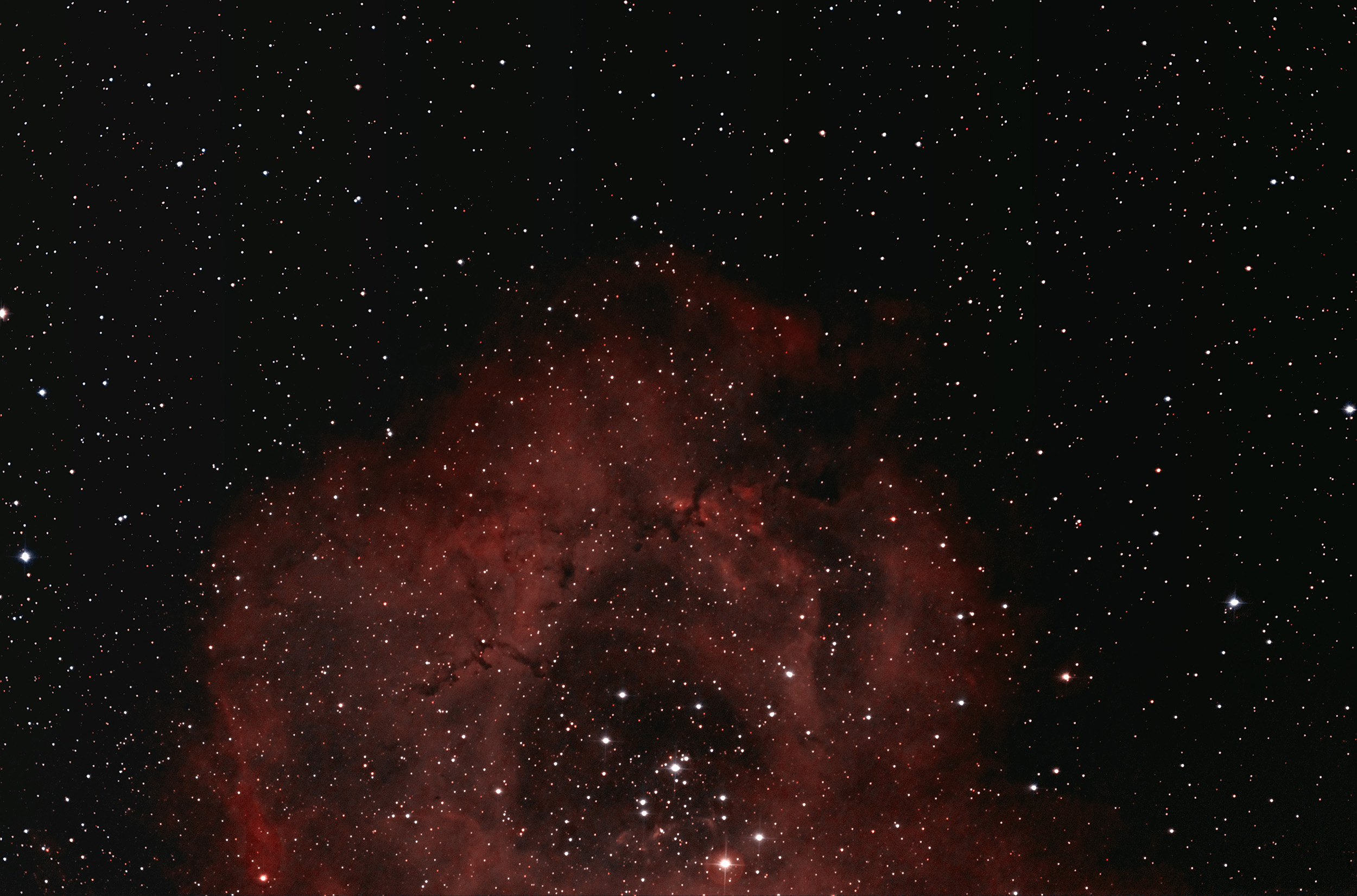